# Angelo Michele Iannacchino
Angelo Michele Iannacchino (Sturno, 8 maggio 1839 – Sturno, 26 gennaio 1920) è stato un vescovo cattolico italiano.

## Biografia
Nato in una famiglia benestante della provincia di Principato Ultra, dopo i primi studi nel seminario di Avellino fu ordinato sacerdote nel 1863 e due anni dopo conseguì la laurea in lettere classiche presso l'Università degli Studi di Napoli Federico II. Dopo aver insegnato nel seminario di Avellino diventò parroco della chiesa dei Santi Domenico e Francesco in Sturno.
Fu destinato da papa Leone XIII alla sede vescovile di Telese o Cerreto dopo la morte di mons. Luigi Sodo. Ricevé l'ordinazione episcopale a Roma il 30 novembre 1895; prese possesso della diocesi 22 giugno 1896.
Nel 1900 promosse l'edificazione di un monumento in onore di Gesù Redentore su Monte Acero, fuso nelle officine romane di Rosa Zanazio.
Nei ventidue anni di episcopato compì diverse visite pastorali, ampliò il seminario diocesano di Cerreto Sannita e fu autore di numerose opere tra cui la più importante è senza dubbio la Storia di Telese sua diocesi e Pastori che ancora oggi costituisce una delle fonti più preziose per la conoscenza storico-religiosa della diocesi.
Nella prima lettera pastorale si presentò ai fedeli con le parole di Mosè (Colui che è, mi ha mandato a voi) per poi trattare numerose tematiche partendo dalla denuncia dell'indifferenza della società verso il sacro e della scarsa fede dei cristiani. Inoltre invitò i sacerdoti a "non allontanarsi dall'ombra di quell'albero che tiene nel Vaticano le radici e stende i suoi rami nel mondo".
Nella seconda lettera pastorale esordì affermando che «l'attento studio della evoluzione storica di questo scorcio di secolo ci ha condotto a queste considerazioni: progresso in tutto, tranne nell'ordine sociale, religioso e morale», aggiungendo che "solo noi del Sannio stiamo indietro, solo noi dormiamo fra tanto risveglio. Ciò prova che qui tutto è a ribasso vuoi nel clero, vuoi nel popolo, e che il sentimento e la coscienza della propria dignità è schiacciata o dall'egoismo o da dissidi di parte".
Nel 1899 istituì a Faicchio l'Istituto delle Suore degli Angeli e negli anni a seguire vegliò sulla giovane congregazione, sapendola orientare nel complesso iter procedurale per il riconoscimento e l'approvazione.
Restaurò il palazzo episcopale di Cerreto e fece affrescare il salone degli stemmi dal pittore cerretese Francesco Barile (1906).
Silvestro Mastrobuoni, un sacerdote cerretese, scriveva su Iannacchino che «spendeva per sé e la diocesi tutta la sua rendita episcopale, ma ben poco toglieva alle rendite del suo patrimonio. Non mancava però di fare delle elemosine e molto spesso aiutava anche qualche famiglia bisognosa in modo quanto mai discreto e senza alterarne la sensibilità [...] Amante della solitudine e dei libri, laureato in lettere, meditava giorno e notte sui libri, su pergamene e su documenti cartacei antichi. Incitava i giovani preti, soprattutto coloro che provenivano da famiglie benestanti, a studiare ed a conseguire un titolo accademico, talché era solito dire: Chi ha libro ha labbro, volendo con ciò dire che lo studio completa il carattere sacerdotale».
Suoi stretti collaboratori furono Gabriele Biondi, arciprete della collegiata di San Martino, teologo zelante e intransigente, e Simone Di Lella, arcidiacono e insegnante di fisica e matematica nel seminario.
Il 12 gennaio 1918, adducendo come motivi il precario stato di salute e l'età avanzata, rinunziò alla cattedra vescovile e si trasferì nel suo paese natale. Morì il 26 gennaio 1920.

## Opere
- Andamento della Via Traiana
- Topografia Storica dell'Irpinia in quattro volumi, 1890
- Prima Lettera Pastorale al Clero e Popolo della Diocesi, 1896
- Rinaldo d'Aquino e Giacomo Pugliese trovatori irpini, 1897
- Lettera Pastorale. Per la conclusione della prima Santa Visita e per la Santa Quaresima del 1898. Pensieri sul secolo che volge, e l'altro che viene, 1898
- Storia di Telese sua diocesi e Pastori, 1900

## Genealogia episcopale
La genealogia episcopale è:
- Cardinale Scipione Rebiba
- Cardinale Giulio Antonio Santori
- Cardinale Girolamo Bernerio, O.P.
- Arcivescovo Galeazzo Sanvitale
- Cardinale Ludovico Ludovisi
- Cardinale Luigi Caetani
- Cardinale Ulderico Carpegna
- Cardinale Paluzzo Paluzzi Altieri degli Albertoni
- Papa Benedetto XIII
- Papa Benedetto XIV
- Papa Clemente XIII
- Cardinale Marcantonio Colonna
- Cardinale Giacinto Sigismondo Gerdil, B.
- Cardinale Giulio Maria della Somaglia
- Cardinale Carlo Odescalchi, S.I.
- Cardinale Costantino Patrizi Naro
- Cardinale Lucido Maria Parocchi
- Vescovo Angelo Michele Iannacchino